# Paromphacodes rubristellata
Paromphacodes rubristellata är en fjärilsart som beskrevs av W. Warren 1897. Paromphacodes rubristellata ingår i släktet Paromphacodes och familjen mätare. Inga underarter finns listade i Catalogue of Life.